# 烏斯利·雷蒙度·彭利拿·迪·施華
烏斯利·雷蒙度·彭利拿·迪·施華（Ueslei Raimundo Pereira da Silva，1972年4月19日—）一般称作烏斯利，生于薩爾瓦多，巴西职业足球运动员，现效力于日本職業足球联赛球会大分三神队。